# Enrique Doetsch

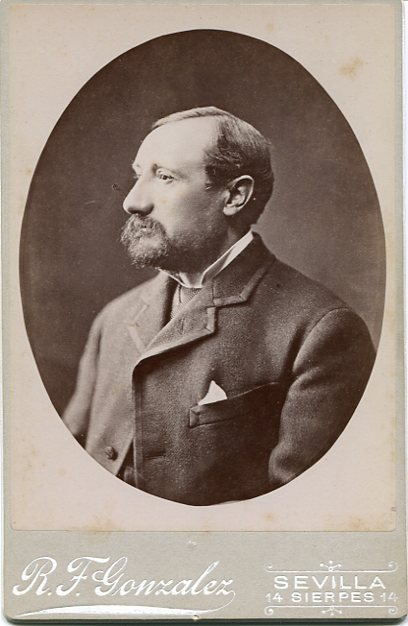
Henry Doetsch, Sevilla (1876).

Enrique Doetsch  (Kärlich, 31 de enero de 1839-Londres, 25 de mayo de 1894) fue un empresario hispano-alemán ligado a la provincia de Huelva. Sus negocios abarcaron los ámbitos financiero, minero y ferroviario.

## Biografía
Nacido en Alemania, a la edad de 23 años se trasladó a España. En 1865 fundaría —junto al empresario de origen alemán Guillermo Sundheim— la casa de comercio Sundheim & Doetsch, la cual jugaría un importante papel como soporte financiero. En 1873 fue uno de los intermediarios que intervino en la adquisición de los yacimientos mineros de Riotinto al Estado español en favor de un consorcio internacional que acabaría constituyendo la Rio Tinto Company Limited. Asociado con Sundheim, Doetsch fue miembro del consejo de administración de la Compañía del Ferrocarril de Zafra a Huelva, propietaria de la línea Zafra-Huelva.
En 1884 abandonó España y se instaló en Londres, donde siguió dedicándose a los negocios.